# 78 км (зупинний пункт, Донецька дирекція Донецької залізниці)
78 кіломе́тр — пасажирська зупинна залізнична платформа Донецької дирекції Донецької залізниці.
Розташована в смт Войкове, Троїцько-Харцизька селищна рада Харцизька, Донецької області на лінії Торез — Іловайськ між станціями Скосирська (5 км) та Німчине (3 км).
Через військову агресію Росії на сході України транспортне сполучення припинене.